# Hugues Bigot (3e comte de Norfolk)
Pour les articles homonymes, voir Hugues Bigot et Bigot.
Pour les autres membres de la famille, voir Famille Bigot.
Hugues (II) Bigot († 1225), est le 3e comte de Norfolk de 1221 à 1225.

## Biographie
Il est le fils de Roger (II) Bigot, 2e comte de Norfolk, et d’Ida de Tosny[réf. nécessaire].
Il épouse, en 1207[réf. nécessaire], Maud le Maréchal (vers 1192-27 mars 1248), fille aîné de Guillaume le Maréchal (1146-1219), 4e comte de Pembroke, et d’Isabelle de Clare (1179-1220). À la mort de son père, Maud devient sa cohéritière. Après le décès d'Hugues Bigot, elle épouse William (IV) de Warenne, 5e comte de Surrey.

## Famille et descendance
Hugues Bigot et sa femme Maud le Maréchal eurent pour enfants :
- Roger (III) (v.1212-1270), 4e comte de Norfolk ;
- Hugues (III) (1220 ou avant – 1266), justiciar d'Angleterre (1258-1260) ;
- Ralph ;
- Isabel, qui épouse Gilbert de Lacy, puis sir John FitzGeoffrey.